# La Chaîne Info
La Chaîne Info, beter bekend onder het acroniem LCI, is een Franse commerciële 24 uurs-nieuwszender en maakt deel uit van de TF1-groep. De zender is op 24 juni 1994 begonnen met uitzenden.
Het kanaal is in Frankrijk te ontvangen via de TNT, de kabel, satelliet, en IPTV.
Sinds 2020 is de Zwitserse journalist Darius Rochebin werkzaam bij LCI. Voordien was hij lange tijd aan de slag bij de Zwitserse publieke televisie RTS.

## Concurrentie
LCI concurreert met andere nieuwszenders in Frankrijk waaronder BFM TV, die marktleider is, CNews en France Info.